# 东南保护约款
《东南保护约款》又称《中外互保章程》，1900年6月26日，由上海道余联沅与各国驻沪领事制定。

## 背景
在北方义和团活动激烈，清政府要求地方各省准备对殖民各国作战之时，南方各省官员联合拒绝执行“各省集义团御侮”的命令。
1900年6月21日，慈禧太后以光绪帝的名義发布《宣战诏书》，號召全國軍民抵抗侵略者。

## 约款的产生
1900年6月26日，由上海道余联沅与各国驻沪领事制定了由盛宣怀草拟的《中外互保章程》，又称《东南保护约款》。共9款。主要内容是：
- 上海租界归各国共同保护，长江及苏、杭内地均由各督抚保护，两不相扰。
- 上海制造局、火药局的军火，只用于“剿匪及保护中外商民”。
- 各口岸外国兵舰照常停泊，但不可在清军炮台附近操练，以免引起误会。
- 若外国兵轮未经中国督抚同意进入内地，由此引发的中国百姓毁坏洋商教士产命案件，中国不认赔偿。

两广总督李鸿章、闽浙总督许应骙、山东巡抚袁世凯、浙江巡抚刘树棠等随后相继表示参加“互保约款”。

## 原因
从鸦片战争以来的中国历史风云不断影响着清朝官员的思考方式，改变他们对政治的理解。而当时的政治环境又给地方大员们足够的资本来抵制中央，“奉旨”已经不是臣子的唯一选择了。
在清政府“宣战”之际，面对战或和的选择中，地方官员选择了和，并以约款的形式具体体现。

## 争议
争议主要包括两个方面：
- 洋务派官僚只顾自身利益，没有选择对殖民国家的战争，是卖国行为。
- 在当时的情况下，与其进行必然失败的战争，不如采取和平协议的方式，保证国家经济、工业得到发展。

## 註解
1. ↑  實際上，該詔書未曾按現代外交慣例，交予各國使節。所謂「宣戰詔書」只是號召全國軍民抵抗侵略的動員令，而非宣戰書，在這場戰爭中，列強始終沒有向中國宣戰，中國也始終沒有對列強宣戰，雙方甚至一直都沒有終止外交關係[2]